# Гликоген

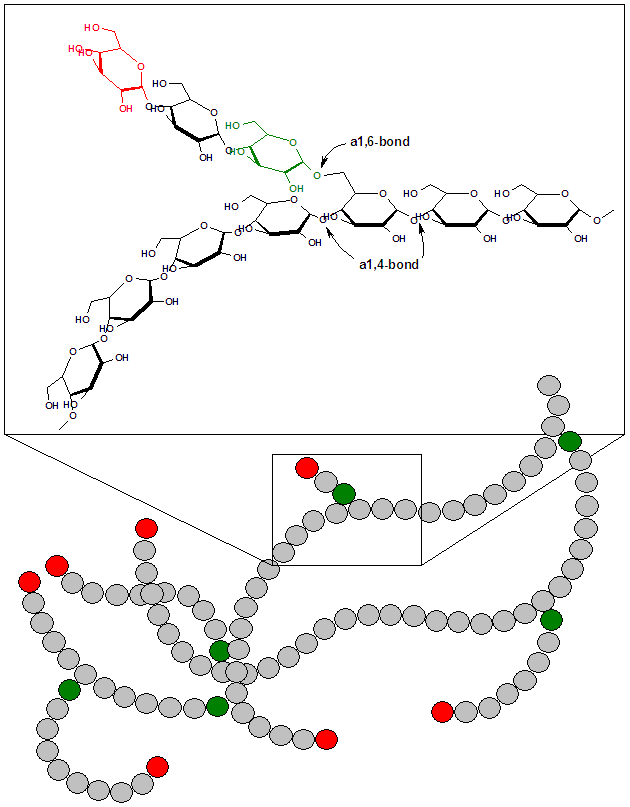
Строение гликогена

Строение гликогена (в центре — молекула гликогенина)

Гликоге́н — гексоза, гомополисахарид состава (C6H10O5)n, образованный остатками глюкозы, соединёнными связями α-1→4 (в местах разветвления — α-1→6). В клетках животных служит основным запасным углеводом и основной формой хранения глюкозы. Откладывается в виде гранул в цитоплазме в клетках многих типов (главным образом в клетках печени и мышц).

## История
Гликоген был впервые выделен в 1857 году Клодом Бернаром.

## Биологическая роль
Организмами животных гликоген используется в качестве хранилища запасов энергии, он выполняет для животных ту же функцию, которую выполняет крахмал для растений.
В организме гликоген синтезируется из глюкозы, и этот процесс обратим (при избытке глюкозы гликоген синтезируется и накапливается в мышцах и печени, а при недостатке — гидролизуется обратно до глюкозы).
Гликоген образует энергетический резерв, который может быть быстро мобилизован при необходимости восполнить внезапный недостаток глюкозы. Гликогеновый запас, однако, обладает меньшей энергетической ценностью, чем запас триглицеридов (жиров). Только гликоген, запасённый в клетках печени (гепатоциты), может быть переработан в глюкозу для питания всего организма. Содержание гликогена в печени при увеличении его синтеза может составить 5—6 % от массы печени. Общая масса гликогена в печени может достигать 100—120 граммов у взрослых. В мышцах гликоген перерабатывается в глюкозу исключительно для локального потребления и накапливается в гораздо меньших концентрациях (не более 1 % от общей массы мышц), в то же время, его общий мышечный запас может превышать запас, накопленный в гепатоцитах. Небольшое количество гликогена обнаружено в почках, и ещё меньшее — в определённых видах клеток мозга (глиальных) и белых кровяных клетках.
В качестве запасного углевода гликоген присутствует также в клетках грибов.
Он содержится во всех клетках и тканях организма животного в двух формах: стабильный гликоген, прочно связанный в комплексе с белками, и лабильный в виде гранул, прозрачных капель в цитоплазме.

## Физические свойства
Гликоген — белый порошок, легко растворяется в воде.

## Химические свойства
При контакте с иодом гликоген даёт окраску от красного до коричневого, этим он отличается от крахмала, с которым схож по химической структуре.

## Метаболизм
При недостатке в организме глюкозы гликоген под воздействием ферментов расщепляется до глюкозы, которая поступает в кровь. Регуляция синтеза и распада гликогена осуществляется нервной системой и гормонами. Наследственные дефекты ферментов, участвующих в синтезе или расщеплении гликогена, приводят к развитию редких синдромов — гликогенозов.

## Роль в спорте
Запасы гликогена в силу своей легкодоступности служат главным источником энергии для работающей мускулатуры. Однако запасы гликогена в мышцах ограничены. Результатом недостатка гликогена может быть усталость и снижение результатов, а в перспективе — ослабление иммунитета и повышение риска заболеваний.